# Vilhonneur
Vilhonneur (okzitanisch: Vilonor) ist eine Ortschaft und eine ehemalige französische Gemeinde mit 416 Einwohnern (Stand: 1. Januar 2019) im Département Charente in der Region Nouvelle-Aquitaine (vor 2016 Poitou-Charentes). Sie gehörte zum Arrondissement Angoulême und zum Kanton Val de Tardoire. Die Einwohner werden Vilhonnorois genannt.
Mit Wirkung vom 1. Januar 2019 wurden die ehemaligen Gemeinden Vilhonneur und Rancogne zur Commune nouvelle Moulins-sur-Tardoire zusammengelegt und haben in der neuen Gemeinde den Status einer Commune déléguée. Der Verwaltungssitz befindet sich im Ort Vilhonneur.

## Lage
Vilhonneur liegt im Pays d’Horte et Tardoire, etwa 20 Kilometer ostnordöstlich von Angoulême an der Tardoire. Umgeben wird Vilhonneur von den Ortschaften Rancogne im Norden, Saint-Sornin im Nordosten, Vouthon im Osten und Südosten, Saint-Germain-de-Montbron im Süden, Chazelles im Südwesten sowie Pranzac im Westen.

## Bevölkerungsentwicklung
| Jahr                       | 1962 | 1968 | 1975 | 1982 | 1990 | 1999 | 2007 | 2013 |
| Einwohner                  | 294  | 286  | 286  | 319  | 318  | 274  | 318  | 371  |
| Quellen: Cassini und INSEE |      |      |      |      |      |      |      |      |

## Sehenswürdigkeiten
- Kirche Saint-Pierre
- Burg Vilhonneur aus dem 14. Jahrhundert, Monument historique
- Höhle Le Placard, 1853 entdeckt
- Höhle Le Visage, 2005 entdeckt
- Abri du Bois-du-Roc
- Haus Rochebertier aus dem 16. Jahrhundert
- Gué de Vilhonneur, auch römische Furt genannt

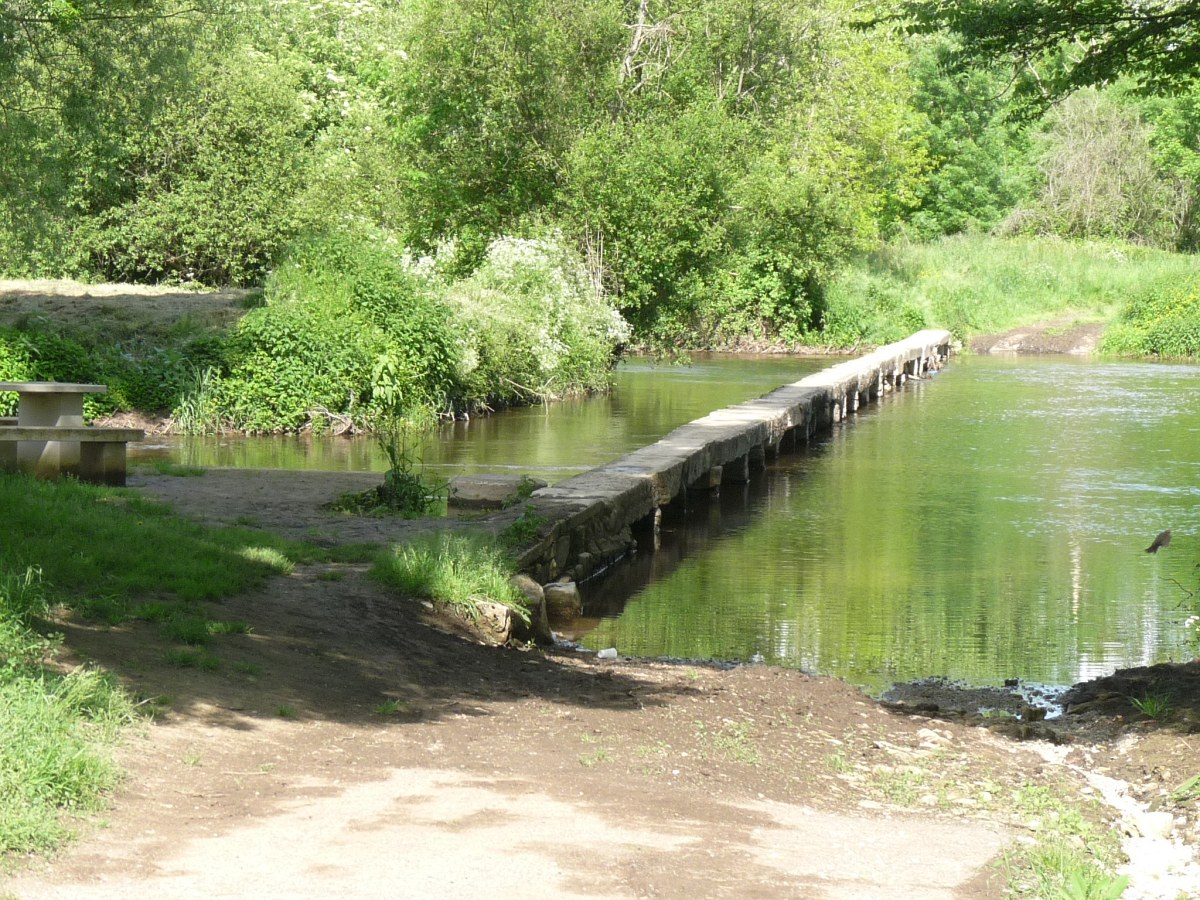
Plattenbrücke über den Tardoire
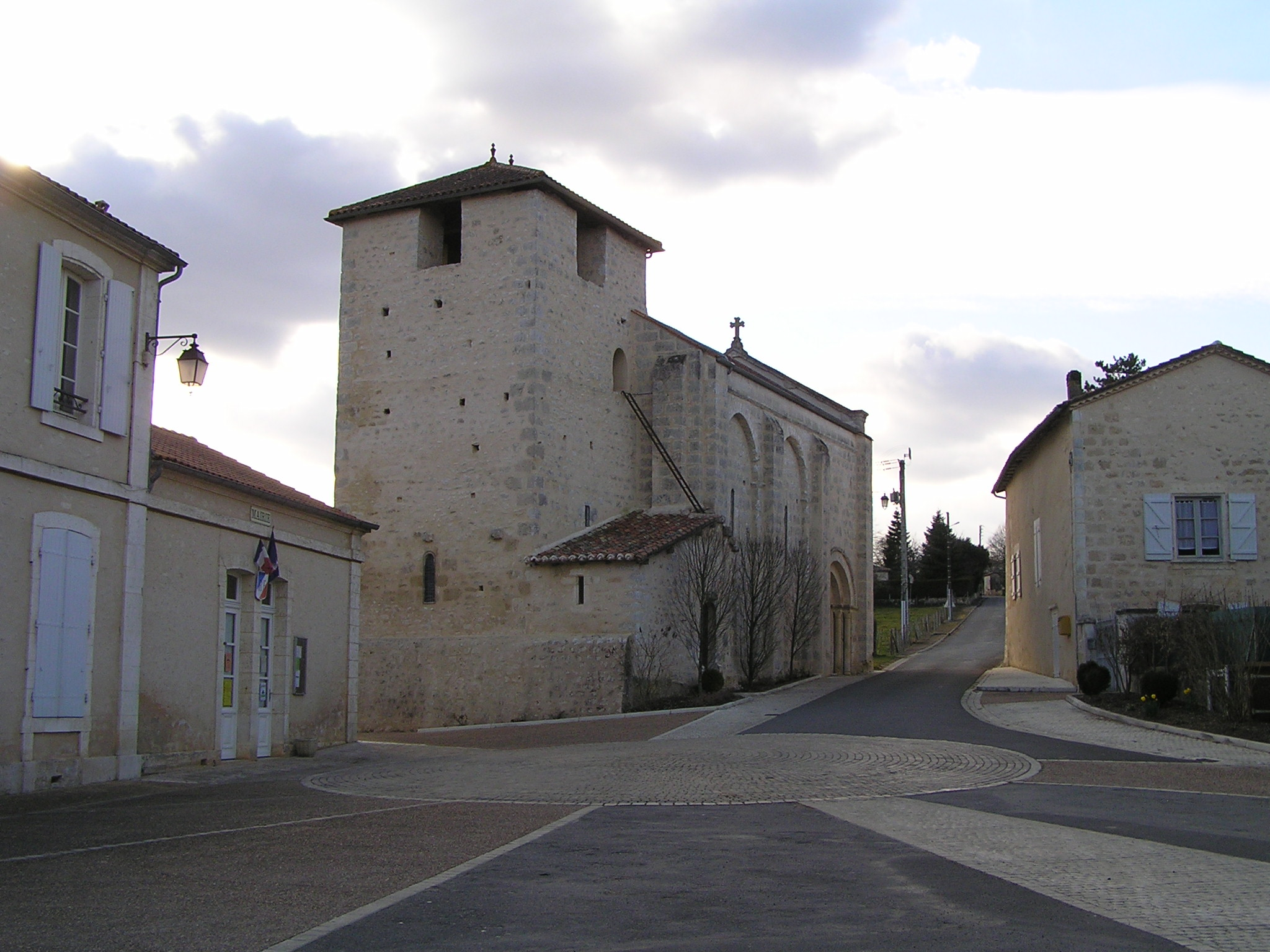
Kirche Saint-Pierre
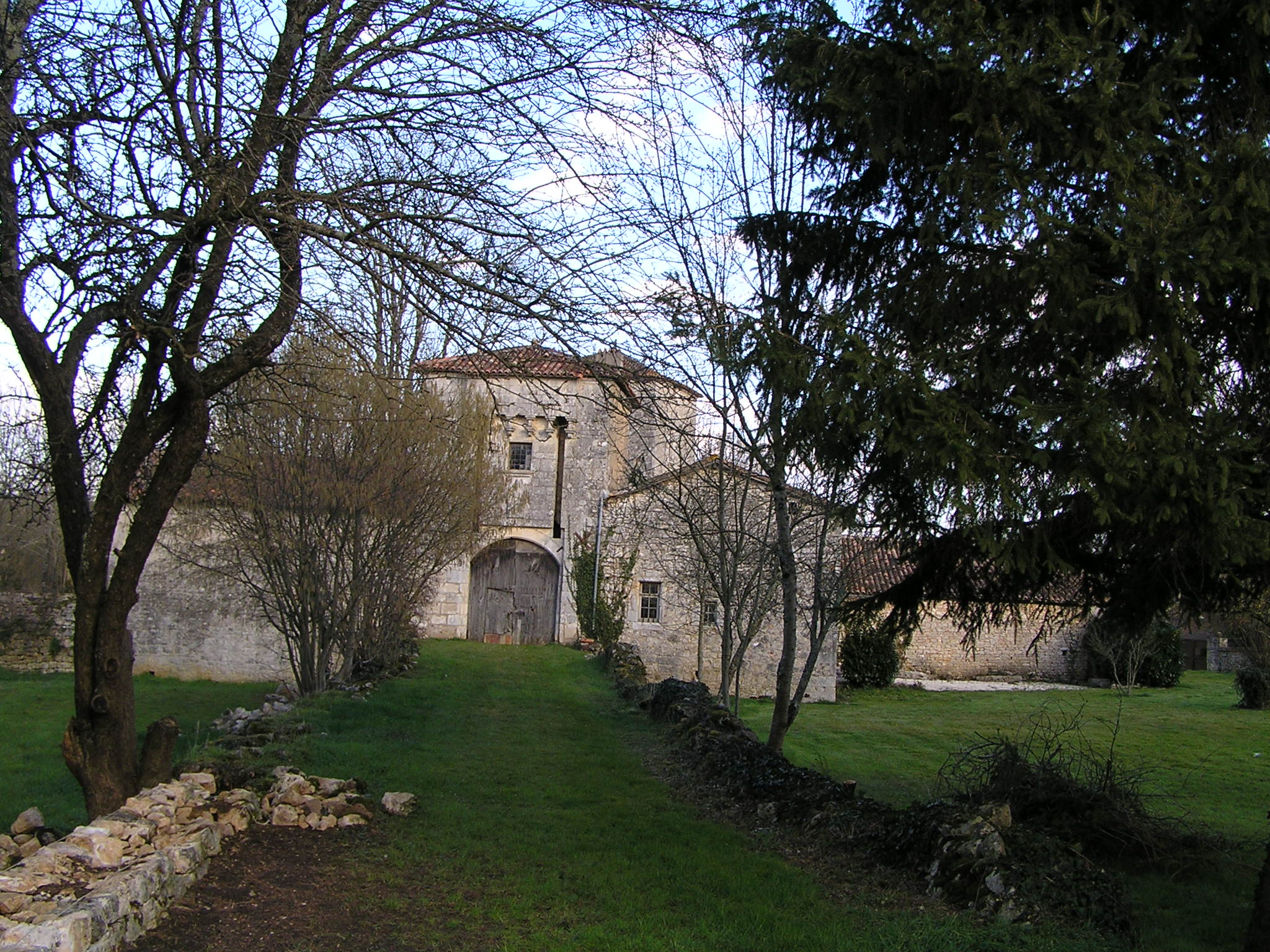
Burg Vilhonneur
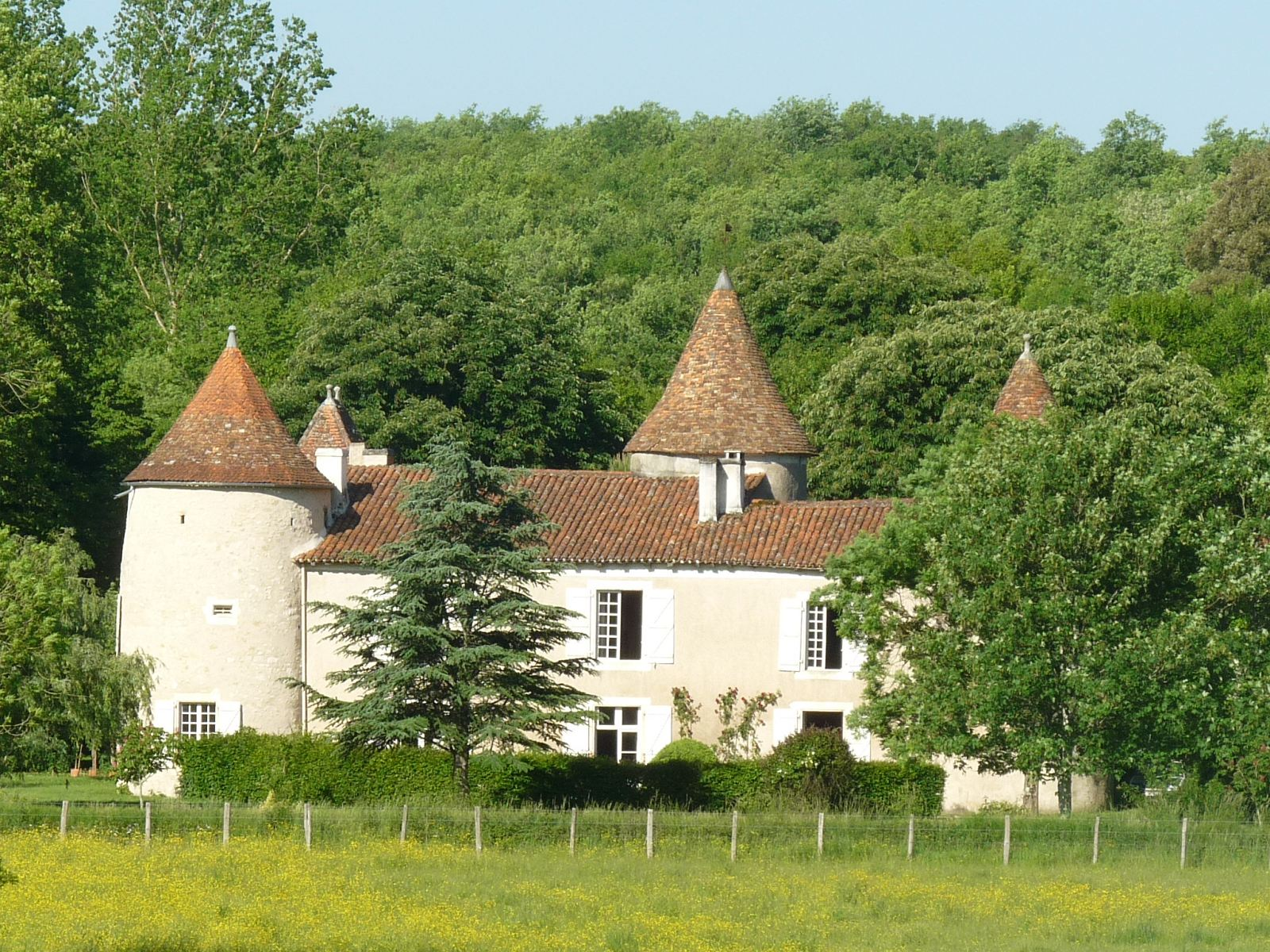
Haus Rochebertier
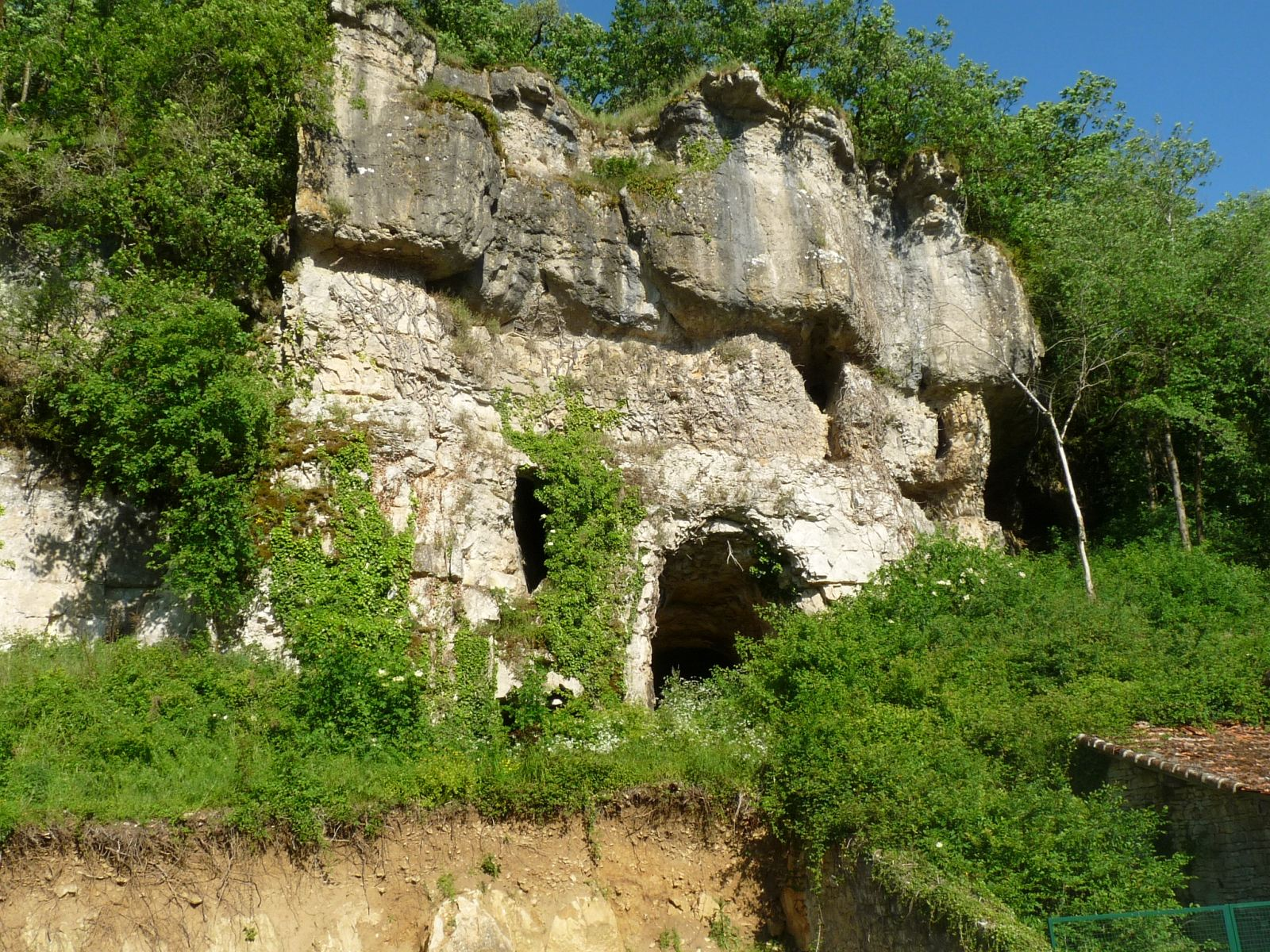
Höhle Le Placard